# Deng Wei
Deng Wei (邓薇S, 鄧薇T, Dèng WéiP; 14 febbraio 1993) è una sollevatrice cinese, vincitrice della medaglia d'oro a Rio de Janeiro 2016 e detentrice del record mondiale, stabilito proprio in occasione dei Giochi olimpici.

## Carriera
Deng Wei vinse la sua prima medaglia internazionale nel 2009, ai campionati giovanili di Chiang Mai, in Thailandia, sollevando 222 kg (98 kg nello strappo e 124 kg nello slancio) nella categoria fino a 58 kg.
L'anno successivo partecipò alla I edizione dei Giochi olimpici giovanili estivi vincendo nuovamente la medaglia d'oro; nello stesso anno vinse anche il suo primo titolo ai Campionati mondiali di sollevamento pesi.
Nel 2014 passò a gareggiare nella categoria superiore (fino a 63 kg), vincendo subito il titolo mondiale, confermato anche nell'edizione del 2015
Alle Olimpiadi di Rio de Janeiro 2016 vinse la medaglia d'oro, stabilendo il nuovo record mondiale, sollevando 262 kg (strappo 115 kg e slancio 147 kg, anch'esso record mondiale).

## Palmarès
| Anno | Manifestazione            | Sede           | Evento | Risultato | Prestazione | Note                              |
| ---- | ------------------------- | -------------- | ------ | --------- | ----------- | --------------------------------- |
| 2009 | Mondiali giovanili        | Chiang Mai     | 58 kg  | Oro       | 222 kg      |                                   |
| 2010 | Mondiali                  | Antalya        | 58 kg  | Oro       | 237 kg      |                                   |
| 2010 | Giochi olimpici giovanili | Singapore      | 58 kg  | Oro       | 242 kg      |                                   |
| 2011 | Mondiali giovanili        | Penang         | 58 kg  | Oro       | 243 kg      |                                   |
| 2014 | Mondiali                  | Almaty         | 63 kg  | Oro       | 252 kg      |                                   |
| 2014 | Giochi asiatici           | Incheon        | 63 kg  | Argento   | 259 kg      |                                   |
| 2015 | Mondiali                  | Houston        | 63 kg  | Oro       | 259 kg      |                                   |
| 2016 | Olimpiadi                 | Rio de Janeiro | 63 kg  | Oro       | 262 kg      | Record mondiale · Record olimpico |
| 2018 | Mondiali                  | Aşgabat        | 64 kg  | Oro       | 252 kg      |                                   |
| 2019 | Campionati asiatici       | Ningbo         | 64 kg  | Oro       | 257 kg      | Record mondiale                   |
| 2019 | Mondiali                  | Pattaya        | 64 kg  | Oro       | 261 kg      | Record mondiale                   |